# Primera División de Chile 1941
Primera División de Chile 1941 var den chilenska högstaligan i fotboll för herrar för säsongen 1941, som slutade med att Universidad de Chile vann för första gången. Ligan bestod av 10 lag som spelade mot varandra två gånger var, vilket innebar 18 omgångar.
Santiago National slog ihop sig med Juventus och bildade den nya klubben Santiago National Juventus, och tog över Santiago Nationals plats i högstadivisionen.

## Sluttabell
| Plac | Lag                  | Poäng | S  | V  | O | F  | GM | IM | MSK |
| ---- | -------------------- | ----- | -- | -- | - | -- | -- | -- | --- |
| 1    | Colo-Colo            | 30    | 17 | 13 | 4 | 0  | 59 | 27 | 32  |
| 2    | Santiago Morning     | 22    | 18 | 8  | 6 | 4  | 38 | 34 | 4   |
| 3    | Audax Italiano       | 21    | 18 | 8  | 5 | 5  | 51 | 35 | 16  |
| 4    | Magallanes           | 20    | 18 | 7  | 6 | 5  | 41 | 37 | 4   |
| 5    | Unión Española       | 19    | 17 | 7  | 5 | 5  | 43 | 41 | 2   |
| 6    | Universidad Católica | 18    | 18 | 9  | 0 | 9  | 40 | 49 | -9  |
| 7    | Santiago N. Juventus | 14    | 18 | 5  | 4 | 9  | 36 | 48 | -12 |
| 8    | Green Cross          | 12    | 17 | 6  | 0 | 11 | 31 | 44 | -12 |
| 9    | Universidad de Chile | 11    | 18 | 5  | 1 | 12 | 37 | 45 | -8  |
| 10   | Santiago Badminton   | 9     | 17 | 3  | 3 | 11 | 33 | 49 | -16 |

Två matcher i den sista omgången, Colo-Badminton och Union Española-Green Cross, spelades aldrig av okänd anledning.
| Primera División Vinnare av Primera División 1941 |
| ------------------------------------------------- |
| Chile                                             |
| Colo-Colo 3:e titeln                              |